# Сельский, Семён Петрович
Семён Петрович Сельский (1924—2004) — участник Великой Отечественной войны, командир батареи 101-го миномётного полка 7-й артиллерийской дивизии 46-й армии 2-го Украинского фронта, Герой Советского Союза, старший лейтенант.

## Биография
Родился в семье служащих. Еврей. Член КПСС с 1943 года. Окончил 10 классов. С 1941 года работал секретарём райкома комсомола в Барнауле. В РККА с 1942 года. В 1943 году окончил Лепельское военное миномётное училище.
В действующей армии с апреля 1943 года. В бою 5 декабря 1944 года в районе села Синатэлен (южнее Будапешта, Венгрия) в числе первых на плоту переправился через Дунай. В ходе переправы корректировал огонь по огневым точкам противника, мешавшим продвижению стрелковых подразделений. Двигаясь в боевых порядках стрелков, огнём миномётов уничтожил 2 станковых пулемёта, противотанковое орудие и до двух взводов пехоты противника. Участвовал в отражении 3 вражеских контратак. Звание Героя присвоено 24 марта 1945 года.
С 1946 года офицер-воспитатель Московского артиллерийского подготовительного училища. В 1952 году окончил Военно-политическую академию им. Ленина. С 1963 — в запасе. В 1963—1972 годах преподавал в МИСИ им. В. В. Куйбышева. С 1979 года — заместитель директора Центрального межведомственного института повышения квалификации руководителей строительства при МИСИ им. В. В. Куйбышева.
Похоронен в Москве на Кузьминском кладбище.

## Награды
- Указом Президиума Верховного Совета СССР от 24 марта 1945 года за образцовое выполнение боевых заданий командования на фронте борьбы с немецко-фашистскими захватчиками и проявленные при этом мужество и героизм старшему лейтенанту Сельскому Семёну Петровичу присвоено звание Героя Советского Союза с вручением ордена Ленина и медали «Золотая Звезда» (№ 8018).
- Награждён орденом Красного Знамени, тремя орденами Отечественной войны 1-й степени, орденами Красной Звезды, «Знак Почёта», медалями. Кандидат исторических наук (1968 год).
- Орден Дружбы народов (18 августа 1994 года) — за большой вклад в подготовку высококвалифицированных кадров для строительства[2].

## Память
Имя увековечено на Мемориале Славы в городе Барнауле, на Мамаевом кургане в Волгограде и в Зале славы на Поклонной горе в Москве.